# Lista de prêmios e indicações recebidos por Marcos Palmeira
A seguir, uma lista de prêmios e indicações recebidos por Marcos Palmeira. Nascido no Brasil, em 1963, o ator consolidou uma carreira de muito sucesso no cenário audiovisual brasileiro, o que lhe rendeu diversos prêmios e indicações.

## Brazilian Film Festival of Miami
O Brazilian Film Festival of Miami (BFFM) é um festival de filmes brasileiros ou de língua portuguesa que ocorre anualmente na cidade de Miami, EUA.
| Ano  | Categoria                | Trabalho     | Resultado | Ref.  |
| ---- | ------------------------ | ------------ | --------- | ----- |
| 2019 | Melhor Ator Protagonista | Boca de Ouro | Indicado  | [ 1 ] |

## Cine Ceará
O Cine Ceará-Festival Iberoamericano de Cinema- é um festival de cinema que surgiu como "Festival Vídeo Mostra Fortaleza" no ano de 1991 organizado pelos cearenses Eusélio Oliveira e Francis Vale.
| Ano  | Categoria               | Trabalho  | Resultado | Ref.  |
| ---- | ----------------------- | --------- | --------- | ----- |
| 2013 | Troféu Eusélio Oliveira | Homenagem | Venceu    | [ 2 ] |

## Emmy Award
O Prêmio Emmy Internacional é concedido pela Academia Internacional das Artes & Ciências Televisivas (IATAS) em reconhecimento aos melhores programas de televisão inicialmente produzidos e exibidos fora dos Estados Unidos. O evento é realizado desde 1973.
| Ano  | Categoria                | Trabalho | Resultado | Ref.  |
| ---- | ------------------------ | -------- | --------- | ----- |
| 2013 | Melhor Ator em Televisão | Mandrake | Indicado  | [ 4 ] |

## Festival de Brasília
Desde 1965, em Brasília, no Distrito Federal, é realizado o Festival de Cinema Brasília, um dos mais importantes festivais de cinema do Brasil e o mais antigo do gênero. O evento conta com participações de filmes brasileiros e de outros países latino-americanos.
| Ano  | Categoria                         | Trabalho              | Resultado | Ref.  |
| ---- | --------------------------------- | --------------------- | --------- | ----- |
| 1989 | Melhor Ator em Papel Protagonista | Anahy de las Misiones | Venceu    | [ 1 ] |

## Festival de Gramado
Desde 1973, em Gramado, no Rio Grande do Sul, é realizado o Festival de Cinema Gramado, um dos mais importantes festivais de cinema do Brasil. O evento conta com participações de filmes brasileiros e de outros países latino-americanos.
| Ano  | Categoria               | Trabalho                   | Resultado | Ref.  |
| ---- | ----------------------- | -------------------------- | --------- | ----- |
| 1988 | Melhor Ator Coadjuvante | Dedé Mamata                | Venceu    | [ 1 ] |
| 1990 | Melhor Ator             | Barrela - Escola de Crimes | Venceu    | [ 1 ] |
| 2009 | Melhor Ator             | Quase um Tango             | Indicado  | [ 1 ] |

## Prêmio Arte Qualidade Brasil
Criado em 1977, o Prêmio Qualidade Brasil tinha, inicialmente, o objetivo homenagear as melhores produções e profissionais do Teatro e Televisão do Brasil. A partir de 2013, o prêmio passou a homenagear apenas os melhores do Teatro da cidade de São Paulo.
| Ano  | Categoria                | Trabalho     | Resultado | Ref.  |
| ---- | ------------------------ | ------------ | --------- | ----- |
| 2010 | Melhor Ator em Televisão | Cama de Gato | Indicado  | [ 8 ] |

## Prêmio Contigo! de TV
O Prêmio Contigo! de TV é um evento da revista Contigo, realizado anualmente desde 1996, que contempla as melhores produções, atores, diretores e profissionais da televisão brasileira.
| Ano  | Categoria                 | Trabalho                                   | Resultado | Ref.   |
| ---- | ------------------------- | ------------------------------------------ | --------- | ------ |
| 2002 | Melhor Par Romântico      | Porto dos Milagres (com Flávia Alessandra) | Indicado  | [ 9 ]  |
| 2003 | Melhor Ator Cômico        | Esperança                                  | Indicado  | [ 10 ] |
| 2004 | Melhor Ator em Telenovela | Celebridade                                | Indicado  | [ 11 ] |

## Prêmio Extra de Televisão
O Prêmio Extra de Televisão é realizado desde 1998 pelo jornal Extra, premiando os melhores da televisão brasileira.
| Ano  | Categoria               | Trabalho         | Resultado | Ref.   |
| ---- | ----------------------- | ---------------- | --------- | ------ |
| 2013 | Melhor Ator Coadjuvante | Cheias de Charme | Indicado  | [ 12 ] |
| 2015 | Melhor Ator Coadjuvante | Babilônia        | Indicado  | [ 13 ] |

## Prêmio Faz Diferença
O Prêmio Faz Diferença, criado pelo O GLOBO em parceria com a Federação das Indústrias do Estado do Rio de Janeiro (Firjan), homenageia as personalidades brasileiras de cada ano que mais se destacaram em suas áreas de atuação. Os vencedores são definidos por votos de internautas e também dos jornalistas do Globo, dirigentes da Firjan e dos vencedores da edição anterior.
| Ano  | Categoria    | Trabalho                   | Resultado | Ref.   |
| ---- | ------------ | -------------------------- | --------- | ------ |
| 2010 | Razão Social | Fazenda Vale das Palmeiras | Venceu    | [ 15 ] |

## Prêmio Quem
O Prêmio Quem é realizado desde 2007 pela Revista Quem, premiando os melhores da televisão brasileira, cinema, música, moda, gastronomia, literatura e teatro.
| Ano  | Categoria                            | Trabalho         | Resultado | Ref.   |
| ---- | ------------------------------------ | ---------------- | --------- | ------ |
| 2013 | Melhor Ator Coadjuvante em Televisão | Cheias de Charme | Indicado  | [ 17 ] |

## Troféu Imprensa
O “Troféu Imprensa” (TI) é uma premiação realizada pelo canal brasileiro SBT, sendo considerada o Oscar da TV brasileira.
| Ano  | Categoria                | Trabalho           | Resultado | Ref. |
| ---- | ------------------------ | ------------------ | --------- | ---- |
| 2002 | Melhor Ator em Televisão | Porto dos Milagres | Indicado  |      |

## Outros
| Ano  | Premiação                      | Categoria                           | Trabalho                   | Resultado | Ref.   |
| ---- | ------------------------------ | ----------------------------------- | -------------------------- | --------- | ------ |
| 1988 | Prêmio Lei Sarney              | Melhor Ator Revelação               | Dedé Mamata                | Venceu    | [ 1 ]  |
| 2004 | Prêmio Austregésilo de Athayde | Melhor Ator                         | Celebridade                | Venceu    | [ 18 ] |
| 2004 | Festival de Cinema de Varginha | Melhor Ator                         | Dom                        | Venceu    | [ 19 ] |
| 2008 | Prêmio Trip Transformadores    | Alimentação - Gestão e Inteligência | Fazenda Vale das Palmeiras | Venceu    | [ 1 ]  |